# Wonderful Copenhagen (film fra 1984)
 For alternative betydninger, se Wonderful Copenhagen. (Se også artikler, som begynder med Wonderful Copenhagen)
Wonderful Copenhagen er en dansk film fra 1984, instrueret af Jenö Farkas

## Medvirkende
- Al Hansen som Multikunstner
- Carl Schenstrøm Nørrested
- Kirsten Brøndum
- Stine Sylvestersen
- Jenö Farkas
- André Meszaros
- Jørgen Lyd Nielsen
- Lars Johansson
- Thomas Neivelt
- Steen Dalin